# 富山県信用漁業協同組合連合会
富山県信用漁業協同組合連合会（とやまけんしんようぎょぎょうきょうどうくみあいれんごうかい）は、富山県富山市に本店を置いていた、富山県内の漁業協同組合の信用事業を統括する県域漁協系金融機関であり、県内漁業協同組合を会員とする。通称は「JF富山信漁連」あるいは「JFマリンバンク富山」。統一金融機関コードは9467。

## 沿革
- 1955年7月 - 設立。
- 2021年4月 - 本会とともに東日本各地の信漁連が統合され、東日本信用漁業協同組合連合会（本店千葉市）となり、消滅。

## 店舗所在地
ここでは統括店舗である本支店のみ掲載する（※：括弧内は店舗コード）。
- 本店（001）/富山県富山市舟橋北町4-19 富山県森林水産会館4階
- 黒部支店→本店黒部営業店（050）/富山県黒部市生地中区365
- 魚津支店（080）/富山県魚津市漁港定坊割
- 滑川支店→本店滑川営業店（100）/富山県滑川市大町1733
- 氷見支店（160）/富山県氷見市比美町435